# Michele Falls
Die Michele Falls sind ein Wasserfall bislang nicht ermittelter Fallhöhe in der Hitchin Range der Neuseeländischen Alpen in der Region West Coast auf der Südinsel Neuseelands. Er liegt im Lauf eines namenlosen Bachs, der unweit hinter dem Wasserfall in den Chairman Creek mündet.